# Жандр, Александр Андреевич
Алекса́ндр Андре́евич Жандр (26 декабря 1855 (7 января 1856), Санкт-Петербург — август 1920) — профессор медицины в Императорском Варшавском и Донском университетах, ученик Сеченова И. М.; участник русско-турецкой, русско-японской и Первой мировой войн.

## Биография
Родился 26 декабря 1855 (7 января 1856) года в семье сенатора Андрея Андреевича Жандра.
Был пожалован в пажи Высочайшего Двора 9 февраля 1861 года; из пажей был произведён в 1873 году в корнеты лейб-гвардии Уланского полка[уточнить].
В ходе русско-турецкой войны был ранен, получив в сражении под Телишем (16.10.1877) две штыковых раны; получил награды — орден Святого Станислава 3-й степени с мечами и бантом; орден Святой Анны 4-й степени с надписью «За храбрость»; румынский железный крест; памятную светло-бронзовую медаль.
Сдав в 6-й Санкт-Петербургской гимназии экзамены на аттестат зрелости в 1879 году поступил на физико-математический факультет Императорского Санкт-Петербургского университета; окончил естественное отделение в 1882 году со степенью кандидата за сочинение «Исторический очерк электротока».
В течение двух лет слушал слушал лекции профессора Л. Германа на медицинском факультете Цюрихского университета; в течение года состоял штатным ассистентом при университетской физической лаборатории.
Вернувшись в Россию, в 1887 году сдал магистерские экзамены и с октября этого же года по январь 1889 года работал в физиологической лаборатории Императорской академии наук, где подготовил диссертацию «Причина смерти животных при искусственной задержке выделительной деятельности кожи», защитив которую 14 мая 1889 года, получил степень магистра зоологии.
В 1890 году окончил Императорскую Военно-медицинскую академию. В 1897 году получил звание доктора медицины.
Преподавал в Военно-медицинской академии в Александровском кадетском корпусе.
Во время русско-японской войны 1904—1905 годов был ординатором военного госпиталя, затем полковым врачом.
В 1907—1908 годах участвовал в создании Императорского Саратовского университета и Донского университетов.
Был одним из первых соредакторов «Русского физиологического журнала имени И. М. Сеченова».
В Первую мировую войну был врачом госпиталя Французского Красного Креста. Во время войны вновь получил награды — орден Станислава 2-й степени и орден Анны 3-й степени.
В 1917 году был избран почётным председателем «Научно-трудового общества студентов медиков и медичек при Донском университете».
26 июля 1920 году был арестован ДонЧК. В августе этого же года расстрелян.